# Заозерское (озеро, Могилёвская область)
Заозе́рское (бел. Заазе́рскае во́зера) — озеро на северо-западе Белыничского района Могилёвской области Белоруссии. Исток реки Клева.

## Расположение
Озеро находится возле деревни Заозерье на территории Мощаницкого сельсовета, в 15 км северо-западнее административного центра сельсовета — агрогородка Большая Мощаница, и в 16 км северо-западнее административного центра района — города Белыничи. В 0,65 км к северо-востоку находится озеро Кармановское.

## Общая характеристика
Озеро располагается на высоте 183,7 метров над уровнем моря. Имеет округлую форму длиной 1,01 км и максимальной шириной 0,75 км (средняя ширина — 0,59 км), протяжённость береговой линии — 2,92 км (2,85 км). Площадь озера — 0,6 км² (0,58 км²). Наибольшая глубина достигает 9 м, средняя — 5,02 м. Объем воды — 3,01 млн м³. Озёрная котловина с пологими склонами высотой 4—6 м. Береговая линия слабоизвилистая. Берега низкие, частично заболоченные. Площадь водосборного бассейна — 8,8 км². С юго-западной стороны из озера вытекает Клева, впадающая в Березину (правый приток Днепра).